# مؤسسه مهندسان برق و الکترونیک
مؤسسه مهندسان برق و الکترونیک (به انگلیسی: The Institute of Electrical and Electronics Engineers) با سرواژه IEEE معروف است (آی-تریپِل-ئی /ai trɪpl i:‎/‏ گفته می‌شود )، یک سازمان بین‌المللی حرفه‌ای و غیرانتفاعی است. هدف این مؤسسه کمک به پیش‌برد فناوری به‌طور عام و حوزه‌های وابسته به مهندسی برق و مهندسی کامپیوتر و همچنین زمینه‌های وابسته به‌طور خاص است. این مؤسسه بیش از ۴۲۳ هزار نفر عضو در ۱۶۰ کشور جهان دارد که ۴۵ درصد این اعضا خارج از ایالات متحده آمریکا هستند.
نشان این مؤسسه برگرفته از قانون دست راست در فیزیک است.

## تاریخچه

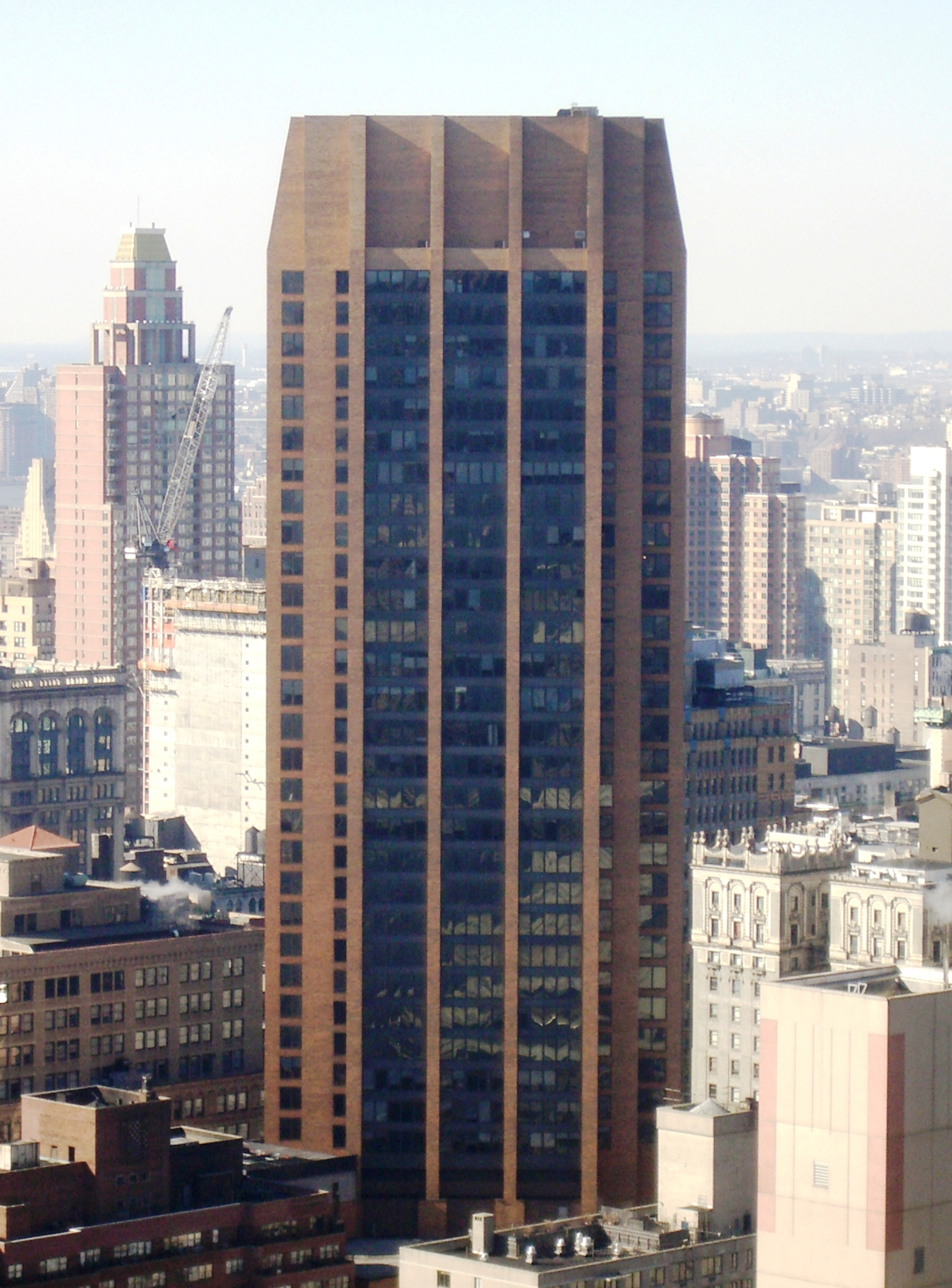
موسسهٔ آی‌تریپل‌ای در طبقه هفدهم این ساختمان در نیویورک قرار داشت. شرکت‌های مهندسی مهم دیگری هم در این ساختمان هستند

این انجمن در سال ۱۹۶۳، از پیوستن دو مؤسسه مهندسان برق آمریکا (AIEE، تأسیس شده ۱۸۸۴) و مؤسسه مهندسان رادیو (IRE، تأسیس شده ۱۹۱۲) در آمریکا بنیان گذاشته‌شد. صنعتگران آمریکایی، مؤسسه مهندسان برق آمریکا را برای تربیت نیروی کار ورزیده و همچنین آماده‌کردن استاندارد لازم برای صنایع برق و الکترونیک آمریکا، در سال ۱۸۸۴ بنیان گذاشتند. پیشگامان الکترونیک رادیویی نیز مؤسسه مهندسان رادیو را در سال ۱۹۱۲ بنیان نهادند، که برخلاف AIEE که تنها بر آمریکا تمرکز داشت، به فعالیت‌های بین‌المللی نیز می‌پرداخت.

## انتشارات
این مؤسسه حدود سی درصد از انتشارات جهان (کتاب، نشریه، ...) در زمینه برق و کامپیوتر را منتشر می‌کند و شمار مقاله‌های آن به صد نیز می‌رسد. این نشریات به همراه سایر نشریات صدها کنفرانسی که در سال برگزار می‌شود در آی‌تریپل‌ای اکسپلور منتشر می‌شود.
افزون بر این‌ها، این مؤسسه کتابچه‌های راهنمایی را هم در زمینه استانداردهای برق منتشر می‌کند و یکی از کارهای مهم این سازمان در دنیا، استانداردسازی است.

## استانداردسازی
این مؤسسه از موسسات مهم استانداردسازی در دنیا است که این کار را انجمن استاندارد آی تریپل ای انجام می‌دهد. استانداردسازی این مؤسسه، گستره‌ای از موضوعات را در بر می‌گیرد از جمله: مهندسی پزشکی، فناوری اطلاعات، مخابرات، حمل و نقل، نانوفناوری و …
از جمله استانداردهای مختلف IEEE
IEEE 802.3
استاندارد Ethernet که در سال ۱۹۸۳ ارائه شد، با استفاده از پروتکل دسترسی به کانال انتقال، سرعت انتقال داده را در شبکه افزایش می‌دهد.
IEEE 802.11
در سال ۱۹۹۷ مؤسسه IEEE اولین استاندارد شبکه محلی بی‌سیم (WLAN) را تدوین کرد.
IEEE 802.16
این استاندارد به نام WiMAX شناخته می‌شود و حداکثر نرخ انتقال در این استاندارد 75Mbps و برای دستگاه‌های سیار تا فاصله ۵۰ کیلومتر است.
IEEE 802.20
این استاندارد MBWA نام دارد که ضمن هماهنگی با دیگر استانداردهای خانواده ۸۰۲ می‌کوشد تا پیاده‌سازی شبکه‌های سیار بی‌سیم با پهنای باند وسیع را در سراسر جهان آسان کند.
استانداردهای بیشتر

## عضویت و رده‌ها
بیشتر اعضای این مؤسسه، مهندسان برق و کامپیوتر هستند اما جامعه‌های دیگر این مؤسسه باعث شده است که افرادی از رشته‌های دیگر هم در آن عضو شوند مثل رشته‌های فیزیک، مهندسی مکانیک، مهندسی عمران، ریاضی و …
این مؤسسه، انواع عضویت دارد که برای هریک از آن‌ها باید شرایط لازم تحصیلی و پژوهشی و مانند آن را دارا بود. انواع عضویت از این قرار است:
- اعضای دانشجو: این عضویت که هزینه آن نسبتاً کمتر است برای دانشجویان دوره کارشناسی یا تحصیلات تکمیلی در موسسات معتبر یا آموزش عالی است.
- اعضا عادی: عضویت معمولی یا حرفه‌ای برای دانش‌آموختگان رشته‌های فنی-مهندسی از یک مؤسسه آموزش عالی معتبر، یا کسانی‌ست که صلاحیت حرفه‌ای خود را در یک رشته فنی-مهندسی با دست‌کم شش سال سابقه کار نشان داده باشد، است. عضویت برای کسانی که تخصصی در زمینه‌های کاری مؤسسه مهندسان برق و الکترونیک ندارد، یا در زمان ثبت نام نتوانسته تمام شرایط عضویت را فراهم کند، نیز امکان‌پذیر است. دانشجویان و کسانی که از همکاران مؤسسه مهندسان برق و الکترونیک به‌شمار می‌روند، از همه امتیازات اعضای کامل به جز داشتن دفتر کاری و حق رأی برخوردار هستند.[۳]
- وابستگان جامعه: برخی از انجمن‌های مؤسسه مهندسان برق و الکترونیک همچنین اجازه می‌دهند کسی که عضو یک جامعه مؤسسه مهندسان برق و الکترونیک نیست به تبدیل شدن به یک انجمن وابسته به یک جامعه خاص در مؤسسه مهندسان برق و الکترونیک، که اجازه می‌دهد تا نوع محدودی از مشارکت در کار مؤسسه مهندسان برق و الکترونیک خاص.
- اعضای ارشد: پس از برآوردن شرایطی خاص، یک عضو حرفه‌ای می‌تواند برای عضویت ارشد درخواست کند. این بالاترین رده رسمی است که یک عضو حرفه‌ای می‌تواند به‌طور مستقیم برای آن درخواست کند. درخواست‌کننده عضویت ارشد باید دست‌کم سه توصیه‌نامه از دیگر اعضای ارشد، همکار (Fellow) یا افتخاری مؤسسه داشته باشد و سایر شرایط سخت‌گیرانه در تحصیلات، دستاورد علمی، همکاری قابل‌توجه و تجربه کافی را برآورده کند. اعضای ارشد، انتخاب‌شده هستند، و برخی از مسئولیت‌های مؤسسه مهندسان برق و الکترونیک فقط برای اعضای ارشد (و همکار) در دسترس است. عضویت ارشد همچنین یکی از شرایط لازم برای افرادی که برای رده مؤسسه مهندسان برق و الکترونیک، که درجه‌ای ممتاز است، نامزد شده و رده آن‌ها بالاتر می‌رود.
- اعضای همکار: بالاترین ردهٔ عضویت برای کسانی با سوابق فوق‌العاده موفق در زمینه‌های مؤسسه است. این رده نمی‌تواند به‌طور مستقیم از سوی عضو مؤسسه درخواست شود. فرد خواستار این رده باید ار سوی اعضای دیگر نامزد شود، و در رأی‌گیری سالانه، تنها یکی در هر هزار عضو به این رده می‌رسد.
- اعضای افتخاری: کسی که پیش از این عضو این مؤسسه نبوده اما کار فوق‌العاده‌ای کرده است، مثلاً یکی از مدال‌های افتخار آی تریپل ای را گرفته باشد، ممکن است از سویهیئت مدیره آی تریپل ای به عضویت افتخاری در آید.
- اعضای مادام العمر و اعضای پیوسته مادام العمر: کسی که بیش از ۶۵ سال داشته و مجموع سن او و سال‌های عضویت او در این مؤسسه دست‌کم صد سال باشد، یک عضو مادام العمر می‌شود. اگر چنین کسی پیش از این، عضو همکار هم باشد، عضو پیوسته مادام العمر خواهد شد. از کسانی که به این رده رسیده‌اند می‌توان به دیوید ک. چِنگ نویسنده کتاب الکترومغناطیس میدان و موج، فضل‌الله رضا، همایون عریضی و فرخ مروستی[۴] اشاره کرد.

این سازمان با بیش از ۴۲۳ هزار عضو در بیش از ۱۶۰ کشور جهان، از سازمان‌های حرفه‌ای دیگر، بیشتر عضو دارد که بیش از ۶۸ هزار عضو آن دانشجو هستند. مؤسسه مهندسان برق و الکترونیک با انتشار حدود ۱۳۰ مجله کارشناسی و ۴۰۰ مجموعه نوشتار کنفرانس در سال، یک سوم نوشته‌های کارشناسی چاپ‌شده در زمینهٔ مهندسی برق و مهندسی الکترونیک و مهندسی کامپیوتر را منتشر می‌کند.

## جوامع
این مؤسسه ۳۸ جامعه دارد که هریک در زمینه خاصی تمرکز دارند. هریک از آن‌ها در زمینه خود، انتشارات، کنفرانس، شبکه بازرگانی و سرویس‌های دیگری دارند.

## شوراهای فنی
اگر چند جامعه به هم بپیوندند و همکاری کنند، یک شورای فنی پدید می‌آید. هم‌اکنون هفت شورای فنی وجود دارد.

## بخش ایران
- در ۱۲ فوریهٔ ۱۹۷۰، شاخهٔ ایران این انجمن تأسیس شد.[۸]
- جواد صالحی و کارو لوکس، مدتی رئیس این بخش بوده‌اند.[۹][۱۰]

### شاخه‌های دانشجویی
هم‌اکنون ۵۸ شاخهٔ دانشجویی این انجمن در دانشگاه‌های معتبر کشور فعال است.

### کمیته‌ها
بخش ایران مؤسسه مهندسان برق و الکترونیک دارای ۱۵ کمیته است:
- کمیته جوایز
- کمیته کنفراس‌ها
- کمیته دانش‌آموختگان
- کمیته توسعه عضویت
- کمیته ارتقا
- کمیته انتخابات
- کمیته زنان در مهندسی (WIE)
- کمیته فعالیت‌های دانشجویی
- کمیته مجامع تخصصی
- کمیته آموزش
- کمیته ارتباط با صنعت
- کمیته خبرنامه
- کمیته فعالیت‌های حرفه‌ای
- کمیته استاندارد
- کمیته وب